# Embalse de Casasola
El embalse de Casasola se sitúa en el término municipal de Almogía, en la provincia de Málaga, España. El titular de dicha obra es de la Junta de Andalucía, cuyo proyectista es Rafael López Manzano. Esta estructura se categoriza, según el riesgo potencial, en categoría A. 
La presa, iniciada en enero de 1994 y finalizada el 31 de diciembre de 1999, sirve de abastecimiento y defensa frente a avenidas en Málaga. 

## Datos de la Cuenca
En cuanto a la demarcación Hidrográfica, corresponde a la Cuenca Mediterránea Andaluza. Su principal río es el de Campanillas, que se enmarca dentro de  dicha cuenca con una superficies de unos 184 km².
La aportación media anual y la precipitación media anual es de 12 hm³ y 546 respectivamente.
Se calcula que tiene un caudal de Avenida de Proyecto de unos 1.745 m³/s.

## Datos de la Presa
Esta presa corresponde a una tipología de "Arco-gravedad" con las siguientes características físicas:
- Cota de coronación (m): 160
- Cota de cimientos (m): 84
- Cota del lecho del cauce (m): 92
- Altura desde cimientos (m): 76
- Nivel Máximo Normal NMN (m): 160
- Superficie a NMN (Has.): 112
- Capacidad a NMN (Hm³): 23,45
- Longitud de coronación (m): 240
- Volumen del cuerpo de presa (m³): 199.000
- Tipología de aliviadero: Labio fijo
- Número de vanos del aliviadero: 3
- Dimensiones de cada vano (m): 20 m
- Capacidad del aliviadero (m³/s): 1400